# Jaczo von Salzwedel
Jaczo I. von Salzwedel († vor Juni 1249) war ein Vasall der pommerschen Herzöge und Begründer der Grafschaft Gützkow.

## Leben
Jaczo entstammte der altmärkischen Familie der Vögte von Salzwedel, die bereits 1145 zu den Vasallen Albrechts des Bären gehörten und Agnaten der Grafen von Dannenberg waren. Auch sein Vater Friedrich II. von Salzwedel diente den Askaniern als Edelvogt. Jaczos Mutter war wahrscheinlich eine Tochter des slawischen Fürsten Jaczo von Copnic, woher sich sein eigner und späterer Leitname der Grafen von Gützkow, Jaczo entlehnt.
Nach dem Tode seines Bruders Friedrich III. von Salzwedel übernahm er für dessen minderjährigen Sohn das Amt seines Vaters. Ab 1212 wurde Jaczo in mehreren Urkunden als Zeuge genannt. So war er 1212 anwesend, als Kaiser Otto IV. seinem Lehnsherren, dem Markgrafen Albrecht II. von Brandenburg vertraglich Unterstützung gegen die Dänen zusicherte.
Spätestens am 18. Mai 1233 dürfte er nach Pommern übergesiedelt sein, denn zu diesem Datum erschien er erstmals in einer herzoglichen, das Kloster Grobe betreffenden Urkunde als Zeuge. In Urkunden wurde er noch im Oktober 1233 zusammen mit seinem Bruder Konrad II. und im April 1235 in Salzwedel erwähnt. Letztmals wurde er im Oktober 1235 in einer märkischen Urkunde als „advocatus“ bezeichnet. Sein Bruder wurde 1233 als Konrad III. Bischof von Cammin.
Nach verbreiteten Literaturangaben soll er 1234 Dobroslawa geheiratet haben, eine mutmaßliche Tochter des pommerschen Herzogs Bogislaws II. und angeblich Witwe des 1219 erwähnten Gützkower Kastellans Wartislaw. Letzterer wurde in der Forschungshistorie des Öfteren in Wartislaw erkannt, was aber urkundlich nicht als gesichert gilt. Weder die Beziehung Dobroslawas zu Wartislaw noch zu Jaczo sind urkundlich belegbar. Auch wurde ihm Dobroslawa von Schlawe oder ihre Tochter zur Ehefrau gestellt, was den urkundlichen Nachweis jedoch ebenfalls schuldig bleibt. Damit sind verwandtschaftliche Beziehungen Jaczos zu den früheren Gützkower Kastellanen oder den Seitenlinien des Greifenhauses in Frage gestellt. Davon unberührt bezeichnen verschiedene Herzöge von Pommern später mehrfach in Urkunden Nachfahren Jaczos als „cognatus“. Die tatsächliche Gattin Jaczos wurde zuletzt im Juni 1249 als Mitsieglerin ihrer Söhne ohne Nennung ihres Namens urkundlich.
Seit 1230 betrieben die Pommernherzöge eine Einwanderungspolitik, in deren Folge deutsche Siedler in die, nicht zuletzt wegen der im 12. Jahrhundert ins Peenegebiet erfolgten Kriegszüge, nur dünn besiedelten Gebiete zwischen Ryck und Peene geholt wurden. Als Vasallen der pommerschen Herzöge unterstützten Jaczo und seine Söhne die Besiedlung. Die Jaczo und Dobroslawa durch Robert Klempin für 1242 zugeschriebene Gründung des Greifswalder Franziskanerklosters gilt inzwischen angesichts der Quellenlage als nicht belegbar. Stattdessen werden sein Enkel Jaczo II. und dessen Frau Cecislawa von Putbus als Stifter des Klosters und 1262 als Stiftungsjahr angesehen. Das Kloster diente als Grablege für die Familie der Gützkower Vögte und Grafen.
Der Titel Graf von Gützkow ist erst ab 1249 belegt. Sein Sohn Konrad war der erste, 1270 namentlich erwähnte Graf von Gützkow.

## Nachkommen
Aus der Ehe Jaczos I. sind zwei Söhne bekannt:
1. Johann I. († nach 1257)
2. Konrad I. († nach 21. Dezember 1284), erster namentlich genannter Graf

Noch in der Literatur des 19. Jahrhunderts wurde gelegentlich Jaczo II. ebenfalls als Sohn gesehen, diesen ordnet die jüngere Forschung jedoch seiner Enkelgeneration zu.
Weiterhin wird Jaczo I. eine Tochter Catharina zugeschrieben, welche dritte Gemahlin des schwedischen Königs Woldemar (* 1243; † 1302) gewesen sein soll. Urkundliche Nachweise zu ihrer Existenz sind bisher nicht bekannt.